# ユング心理学選書
ユング心理学選書（ユングしんりがくせんしょ）は、1979年から1998年にかけて創元社より刊行されたユングおよびユング心理学に関する選書。
四六版、ソフトカバー。全20巻。

## 一覧
1. 『おとぎ話の心理学』（M-L.フォン・フランツ、氏原寛訳） 1979.12
2. 『心理療法の光と影 - 援助専門家の<力>』（A・グッゲンビュール=クレイグ、樋口和彦, 安溪真一訳） 1981.7
3. 『結婚の深層』（A・グッゲンビュール=クレイグ、樋口和彦, 武田憲道訳） 1982.2
4. 『自殺と魂』（ジェームス・ヒルマン、樋口和彦, 武田憲道訳） 1982.11
5. 『東洋的瞑想の心理学』（C・G・ユング、湯浅泰雄, 黒木幹夫訳） 1983.11
6. 『芸術と創造的無意識』（エーリッヒ・ノイマン、氏原寛, 野村美紀子訳） 1984.5
7. 『分析的人間関係 - 転移と逆転移』（マーリオ・ヤコービ、氏原寛ほか共訳） 1985.4
8. 『女性の神秘 - 月の神話と女性原理』（M・エスター・ハーディング、樋口和彦, 武田憲道訳） 1985.8
9. 『ユング派の夢解釈 - 理論と実際』（ジェームズ・A・ホール、氏原寛, 片岡康訳） 1985.11
10. 『更年期と個性化 - 夢分析を通して』（アン・マンクォイッツ、渥美桂子ほか共訳） 1986.12
11. 『夫婦カウンセリング - 女が真に求めるものは何か』（ポリー・ヤング=エイゼンドラス、村本詔司, 織田元子訳） 1987.4
12. 『ユングと共時性』（イラ・プロゴフ、河合隼雄, 河合幹雄訳） 1987.9
13. 『女性性の再発見 - 肥満とやせ症を通して』（マリオン・ウッドマン、桑原知子, 山口素子訳） 1987.12
14. 『回想のユング - ユングをめぐる二人の女性』（F・イエンゼン, S・マレン共編、藤瀬恭子訳） 1988.4
15. 『死と創造』（ローズマリー・ゴードン、氏原寛訳） 1989.1
16. 『魂の荒野』（A・グッゲンビュール=クレイグ、長井真理訳） 1989.4
17. 『おとぎ話にみる家族の深層』（ヴェレーナ・カースト、山中康裕監訳、千野美和子, 山愛美, 青木真理訳） 1989.5
18. 『童話を活かす心理療法』（ヴェレーナ・カースト、吉本千鶴子訳） 1989.11
19. 『内的世界への探求 - 心理学と宗教』（ジェームス・ヒルマン、樋口和彦, 武田憲道訳） 1990.6
20. 『神話にみる女性のイニシエーション』（シルヴィア・B・ペレラ、杉岡津岐子, 小坂和子, 谷口節子訳） 1998.11